# ドラムマンz バチがもたらす予期せぬ出来事
『ドラムマンz バチがもたらす予期せぬ出来事』（ドラムマンズ バチがもたらすよきせぬできごと、英: DRUMMANz The Unexpected Happening of Stick）は、2015年の日本の映画作品（ショートムービー）。監督は田中要次、主演はミスター小西（フラワーカンパニーズ）。

## 概要
愛知県名古屋市の映画館シネマスコーレが、地元である中川運河の魅力をアピールするために企画したオムニバス『Filmusic in 中川運河・夏』のうちの1作である。
フラワーカンパニーズでドラムを担当するミスター小西が初主演となる。監督の田中は、小西が名古屋出身であることからキャスティングを行った。小西が演じる尾西を「いい歳して音楽からも恋人からもバイトからも見離されそうな情けないドラマーの役」と関係者に説明したところ、「当て書のようだ」と言われ快諾された。
2015年12月12日から2016年1月1日まで、バラエティ番組『水曜どうでしょう』のディレクター藤村忠寿とフラワーカンパニーズメンバーによる座談会を加えたシネマスコーレ限定の特別バージョン“名古屋版”が公開された。
第10回したまちコメディ映画祭in台東、第10回札幌国際短編映画祭、なら国際映画祭2016などに出品。

## あらすじ
さえないドラマーの泰文は音楽にも恋にも人生にも疲れ果て、自棄になって運河にドラムスティックを投げ捨ててしまう。すると河から金のスティックを持った神が現れ、更にもう一体の神が現れる。真実を賭けた神々の太鼓対決が始まる。

## キャスト
※出演順で表記
- 尾西泰文 - ミスター小西
- 鈴井（Vocal） - 鈴木圭介
- 前田（Bass） - グレートマエカワ
- 竹中（Guitar） - 竹安堅一
- 翔子（泰文の彼女） - 林田麻里
- バイト先雇い主 - 岡本 明
- バイト先従業員 - 原田光宏、八田真伍、吉原翔太
- ＢＡＲ客・今池 - 原田 円
- ＢＡＲ客・笹島 - 山本のぼる
- ＢＡＲ客・あゆみ - 伊井遥香
- ＢＡＲ客・ひな子 - 澤美采
- ＢＡＲ客・るみい - 中村瑠美衣
- ＢＡＲ客・爆乳な女 - こじまけいこ
- ＢＡＲ店主 - 藤村忠寿（HTB）
- 浮気相手の男 - 藤森賢治
- 酒の神様の客 - 張人見
- マーキュリー（金の神） - 中村達也
- マーキュリー（銀の神） - スティーヴ エトウ
- 女神：手塚理美
- 顔が豹変した女神：竹中直人
- 怪しい男たち - 大藪豊数、脇田敏博、飯田泰生

## スタッフ
- 企画・総合プロデューサー：木全純治
- プロデューサー：田中要次、伊藤成人
- 監督・脚本・編集：田中要次
- 助監督：瀬戸慎吾、斉藤博士
- 制作：高田眞幸
- 美術：永沢こうじ
- 撮影：寺田緑郎
- Bカメ：ウォン オンリン
- 録音：坂上賢治
- 照明：堀口 健
- ヘア＆メイク：中澤久仁子、齊藤 薫
- 女神ヘア&メイク：村中サチエ
- 着付け：北野恵利
- 衣装協力：青柳美智子
- レゾリューション・オーガナイザー：洲﨑千恵子
- VFXスーパーバイザー：長谷川靖、岩田映理華
- JAWSアニメーション：坂井竜一
- 特殊造型協力：織田 尚、稲毛晴日、将 多
- 操演協力：横山誠
- キャスティング協力：梓 菜穂子
- 企画協力：薮下晃正・土井仁美（SONY MUSIC LABEL lnc.）、藤井ツトム（WILD DISK）
- 脚本協力：岡安章介（ななめ45°）、佐野ひな子
- 名古屋弁監修：井上淳一、立松智香
- ドローン撮影：梅岡南斗
- ドラム・セッション撮影：早野嘉伸、川澄 成、萩原次人
- ドラム・セッション録音：岩田 充
- クレーン車協力：安藤和央
- クレーン車操縦：馬場雅嗣
- 演技事務：後藤りか
- 照明助手：伏見”ジュウショク”露堂、岡野昌司
- 制作助手：鳥井祐樹
- 機材協力：PRODROME、OCTPUS GARDEN
- 特殊車輌協力：安藤建設
- 車両協力：バルクレンタカー
- ロケーション協力：リハーサルスタジオ チャージ、徳島興業株式会社、Shot Bar Voyaje、円頓寺本町商店街、立呑み お酒の神様、嶋文酒店・零屋、脇田運輸、ピラミッドフィルム
- 衣装協力：GAVIAL、Barchetta.、GAGA
- 特別協力：Mont-bell、dub、誠和重機、Fielder、FROM FIRST PRODUCTION、ZAZOUS
- Special thanks：出原まゆみ、鈴井亜由美、本田 亮、宍倉正人、川崎憲一郎、大曲智子、小島佳子、吉田圭子、高間賢治、服部徹夫、高岩正人／中野翔太（JR東海）

## 製作

### 撮影
低予算のため、フラワーカンパニーズが大阪ライヴからの帰り道に名古屋の実家に宿泊してもらうことを基準に撮影スケジュールが組まれた。
クライマックスシーンの水上でのドラミング・セッションは、一発撮りを試みており、そのシーンではドローンを含め、9台のカメラが使用された。

### 音楽
鼓童がオリジナルサウンドトラックを提供。